# Asahi-ku (Yokohama)
Asahi-ku (旭区?) è uno dei 18 quartieri della città di Yokohama, in Giappone.